# Bałaban (herb szlachecki)
Bałaban – polski herb szlachecki, odmiana herbu Przerowa, z nobilitacji.

## Opis herbu
Opis zgodnie z klasycznymi regułami blazonowania:
W polu czerwonym chorągiew błękitna na drzewcu srebrnym, na której takiż kozioł wspięty.

## Najwcześniejsze wzmianki
Nadany w 1676 roku Aleksandrowi Bałabanowi.

## Herbowni
Bałaban.